# Partito Liberale Tedesco

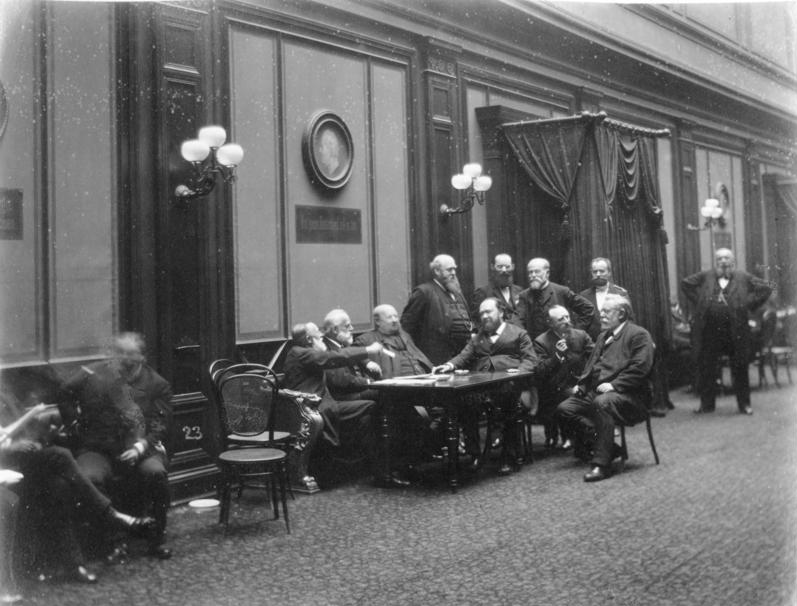
Il gruppo liberale nel Reichstag, 1889

Il Partito Liberale Tedesco (in tedesco Deutsche Freisinnige Partei, DFP) fu un partito liberale dell'Impero di Germania, che svolse la sua attività tra il 1884 ed il 1893.

## 1884: la fondazione
Il Partito Liberale Tedesco nacque il 5 marzo 1884 dalla fusione, approvata con i congressi del 15 e 16 marzo, dell'Unione Liberale con il Partito del Progresso Tedesco. I negoziati presero avvio nel gennaio 1884, pochi giorni dopo la morte di Eduard Laskers, tra Eugen Richter (Partito del Progresso Tedesco) e Franz von Stauffenberg (Unione Liberale). L'obiettivo che si ponevano i due era di creare un gruppo forte nel Reichtstag sotto la guida di Stauffenberg.
Prima dell'unificazione, l'Unione Liberale aveva 46 seggi ed il Partito del Progresso ne aveva 59. Il nuovo partito costituì un comitato centrale, responsabile della convocazione del congresso e dell'elezione dei membri del Comitato Esecutivo. Stauffenberg fu eletto presidente del Comitato Centrale ed i suoi vice furono Albert Hänel e Rudolf Virchow. L'organo politico e organizzativo effettivo, tuttavia, fu il comitato ristretto di sette membri presieduto da Richter. Il vicepresidente fu, inizialmente, Heinrich Rickert e dal 1890 Karl Schrader. Inoltre Hugo Hermes, Ludolf Parisius, Robert Zelle e Theodor Barth furono gli altri membri del comitato.

## Obiettivo
Il radicale liberale di sinistra Richter (Partito del Progresso Tedesco) ed il moderato liberale di sinistra Stauffenberg (Unione Liberale) credevano erroneamente che la successione al trono del principe ereditario Friedrich Wilhelm, più tardi imperatore Federico III, considerato liberale, sarebbe stata imminente nel 1884 per il cattivo stato di salute dell'arci-conservatore ed anziano imperatore Guglielmo I. Con la fusione nel DFP puntarono alla creazione di una base parlamentare sufficientemente forte per un governo liberale di sinistra. Il loro modello fu l'esecutivo del britannico William Ewart Gladstone. Il percorso di riforma liberale (parlamentarismo), da cui il governo di Otto von Bismarck si era allontanato, doveva essere ripreso.
Il principe ereditario Friedrich Wilhelm inviò un telegramma al vice del DFP Ludwig Bamberger per congratularsi con lui per la fondazione del nuovo partito. I membri principali del partito – Schrader, Virchow, Stauffenberg e altri – credettero che il principe ereditario avrebbe sostenuto il Partito Liberale nel suo percorso contro Bismarck, per poi affidargli il governo una volta salito al trono. Il DFP inizialmente fu chiamato, per questo, da alcuni "Kronprinzenpartei" (Partito del principe ereditario).

## Risultati elettorali
La fusione dei due partiti consentì al gruppo unitario di costituire una forza parlamentare, con 100 membri al 6 marzo 1884, seconda solo al Partito di Centro Tedesco. Gli strateghi del DFP speravano di ottenere più seggi nelle elezioni dell'ottobre 1884, ma non fu così. La maggioranza degli elettori non fu disposta a votare per un partito liberale di sinistra contro il cancelliere Bismarck. Pochi mesi dopo la sua fondazione il DFP perse un terzo dei suoi seggi alle elezioni del 28 ottobre 1884: ottenne il 17,6% dei voti e solo 65 seggi. Nelle elezioni al Reichstag del 1887 il numero dei seggi fu nuovamente dimezzato a 32, ma nelle elezioni del 1890, dopo la morte dell'imperatore Federico III e dopo le dimissioni di Bismarck, più che raddoppiarono, passando a 66.

## Programma
Il DFP propose un programma liberale di sinistra che prevedeva la piena attuazione delle garanzie costituzionali, la parlamentarizzazione della monarchia costituzionale, la salvaguardia della libertà di stampa, di riunione e di associazione, la separazione tra Stato e Chiesa ed infine l'uguaglianza di tutte le comunità religiose (comprese quelle ebraiche).
Inoltre, sostenne massicci tagli fiscali, l'abolizione della politica tariffaria protettiva di Bismarck ed il rafforzamento delle associazioni di mutua assistenza dei lavoratori. Respinse con veemenza le leggi sociali bismarckiane e socialiste, che secondo Richter indebolivano l'iniziativa dei lavoratori di aiutare sé stessi.

## Il Kronprinzenpartei fino al 1888
Sebbene la principessa ereditaria, la liberale anglosassone, Vittoria mantenne la sua dichiarata intenzione di aiutare il DFP, il consorte Friedrich non lo sostenne in realtà, infatti, a differenza di Stauffenberg, con il quale ebbe uno scambio di vedute, e di Georg von Siemens, fu solo parzialmente liberale. Causa l'influenza della moglie, abbandonò le visioni ultra-conservatrici della sua giovinezza e sviluppò alcune idee liberali: ad esempio si oppose alla pratica di Bismarck ed alle idee conservatrici sul rispetto della costituzione, così da migliorare l'istruzione popolare e la libertà di espressione (p.e. libertà di stampa). Si oppose, però, a qualsiasi tentativo liberale di sinistra che cercasse di aumentare il potere del parlamento seguendo il modello inglese a scapito dell'influenza della Corona.
Quando il principe ereditario Friedrich Wilhelm salì al trono nel 1888, sofferrente di una grave malattia, dimise il ministro dell'Interno, il conservatore prussiano Robert von Puttkamer, cognato di Bismarck. Per il resto non fece nulla contro il Cancelliere del Reich, né contro i liberali. Suo figlio, l'imperatore Guglielmo II, fu completamente contrario al liberalismo. La morte di Federico III il 15 giugno 1888 pose fine a tutte le speranze politiche dei liberali.
Nell'agosto del 1888 il deputato liberale Schrader scrisse a Stauffenberg che il popolare imperatore Federico III doveva essere mantenuto vivo nella memoria del popolo come un combattente per un futuro migliore per il popolo. Nacque così la "Leggenda dell'imperatore Federico", sostenuta attivamente anche dall'imperatrice Vittoria, secondo cui Federico III avrebbe desiderato le libertà liberali per il popolo tedesco per tutta la sua vita, contrariamente alle idee del padre ed all'azione di Bismarck, e quindi sostenne attivamente la politica liberale. Se avesse vissuto più a lungo avrebbe fatto della Germania un Paese libero e prospero come l'Inghilterra. Gli storici dubitano che Federico III abbia sostenuto uno sviluppo "emanato dal popolo", cioè guidato dal Reichstag e non dalla grazia di Dio, cioè dall'imperatore.

## 1893: la nuova divisione dei liberali
Nonostante il relativo successo delle elezioni del Reichstag nel 1890, le tensioni tra la sinistra degli ex progressisti e la destra degli ex secessionisti continuarono a crescere. Nel 1892, Stauffenberg, che riuscì sempre ad esercitare un'influenza equilibratrice su Richter, si ritirò dalla politica in una delle sue tenute nel Württemberg. Il 6 maggio 1893 il conflitto divampò definitivamente quando i membri del Reichstag, Max Broemel, Hugo Hinze, August Maager, Alexander Meyer, Hugo Schroeder e Georg von Siemens, non vollero seguire quanto ordinato da Richter e votarono per un disegno di legge sull'esercito del Cancelliere del Reich, Leo von Caprivi. Per giustificare la loro decisione di voto sostennero che il programma congiunto del 1884 richiedeva un voto favorevole. Subito dopo la votazione Richter ne chiese l'espulsione dal gruppo, che fu accettata, anche se con una maggioranza ristretta.
Pochi giorni dopo i sostenitori del disegno di legge ricevettero un sostegno inaspettato, poiché altri ex secessionisti come Theodor Barth, Heinrich Rickert o Karl Schrader e un gruppo di vecchi progressisti dell’area di Albert Hänel dichiararono di uscire dal partito e formarono l'Associazione Liberale con gli espulsi. La restante sinistra del partito, fedele a Richter, costituì il Partito Popolare Liberale.
Le vere ragioni di tale scissione, tuttavia, sono state altre. I due partiti precedenti, il Partito del Progresso e l'Unione Liberale, non si fusero mai realmente sul piano sostanziale e organizzativo e dopo la costituzione del partito unico formarono un'ala destra ed un'ala sinistra e tra le due correnti furono sempre presenti tensioni troppo forti.
Con la morte dell'imperatore Federico III le ultime speranze di formare un governo vennero meno e le dimissioni di Bismarck significarono la perdita di un nemico comune. Infine, dopo il ritiro di Stauffenberg, non c'era più nessuno a moderare il radicale liberale di sinistra Richter. Così, nel 1893, il liberalismo di sinistra fu di nuovo diviso in più partiti. Solo nel 1910 i due partiti si riunirono aggregandosi al Partito Popolare Tedesco per formare il Partito Popolare Progressista, che nel 1918 si sciolse per costituire il Partito Democratico Tedesco.

## Principali membri
- Ludwig Bamberger
- Theodor Barth
- Karl Baumbach
- Georg von Bunsen
- Adelbert Delbrück
- Max von Forckenbeck
- Albert Hänel
- Hugo Hinze
- Hugo Hermes
- Max Hirsch
- Albert Kalthoff
- Moritz Klotz
- Ludwig Loewe
- Theodor Mommsen
- Ludolf Parisius
- Eugen Richter
- Heinrich Rickert
- Karl Schrader
- Georg von Siemens
- Franz von Stauffenberg
- Rudolf Virchow
- Robert Zelle

## Documenti di partito
- Parlamentarische Korrespondenz. Aus der Freisinnigen Partei. Organ der Partei für Mittheilungen des Central-Komitee's und des geschäftsführenden Ausschusses Wahlkorrespondenz. Berlin 1876–1888[1]
- Vereinskalender der Deutschen Freisinnigen Partei. Isaac, Berlin 1884–1892
- Eugen Richter: Der Reichskanzler und die Deutsche Freisinnige Partei. Die Reden des Fürsten Bismarck und die Antwort des Abgeordneten Eugen Richter in der Reichstagssitzung vom 9. Mai 1884. „Fortschritt“, Berlin 1884.
- Parteitag für Südwestdeutschland. Deutsche Freisinnige Partei am 31. Mai 1891 in den Räumen des Zoologischen Gartens zu Frankfurt a. Main. Zusammenstellung der in der Haupt-Versammlung und bei dem Banket gehaltenen Reden nach dem Auftrage des Vereins der Fortschrittspartei zu Frankfurt a. Main aufgenommenen stenographischen Berichte. Baumbach, Frankfurt a. Main 1891.